# Aphaenogaster haarlovi
Aphaenogaster haarlovi é uma espécie de inseto do gênero Aphaenogaster, pertencente à família Formicidae.